# Kolostor

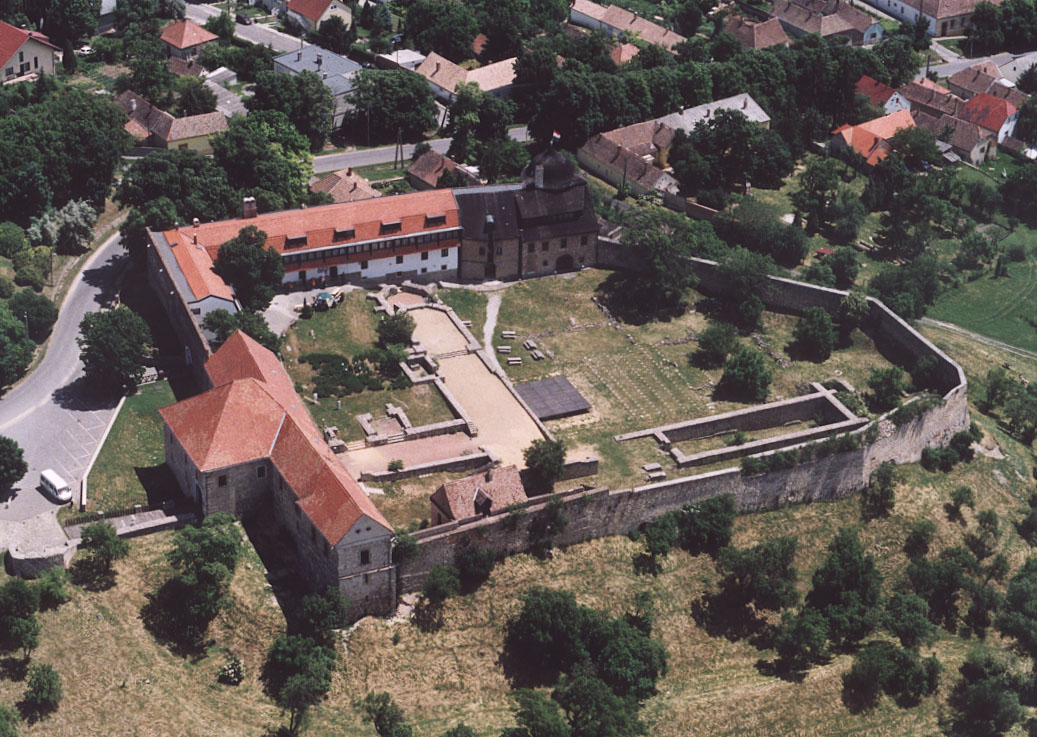
Pécsváradi bencés kolostor

A kolostor, monostor vagy rendház olyan összetartozó épületcsoport, amelyben valamely szerzetesrend tagjai állandóan együtt élnek.

## A kolostor szó eredete
A középkorban a szerzetesek épületeit monostor megjelölés mellett a klastrom szóval is illették. A monostor a görög monasztérion (remetelak) szóból kialakult latin monasterium átvétele, a klastrom a latin claustrum (retesz, lakat, erőd, végvár) szóból alakult ki. A középkori latinban a claustrum monasterii a rendház laikusok elől elzárt belső része volt, majd a claustrum rendház értelemben önállósult. Mára eltűnt; a kolostor szó teljesen kiszorította. Ezt a szót a nyelvújítók hozták létre (1784-ben) a klastrom régies és tájnyelvi kalastorom névváltozatának lerövidítésével. Eredeti alakja (kalastor) az akkor még azonos jelentésű monostor hangalakjához igazodott. A rendház kifejezés még újabb keletű: a 19. században alakult ki.
A „kolostor” és „monostor” kifejezéseket mindmáig többnyire szinonimaként használják, de jelentésük elkezdett különválni. A monostor inkább a monasztikus rendek templommal egybeépített, kötött rendszerű telepét jelenti – az ilyen telepek a rend tagjainak minden élet-, hit- és gazdasági funkcióját (szállás, étkezés, ima, önellátó ipar, gazdálkodás) kiszolgálják. A kolostor viszont inkább csak a szerzetesek szállásépülete, amihez templom is csatlakozhat (nem fontos egybeépíteni), de nincs komplett kiszolgáló egysége.
Rendháznak vagy székháznak általában a kolostorhoz, illetve monostorhoz tartozó, de más településen lévő szerzetesházat nevezik, így például a győri bencés rendház, illetve székház 2012-ig Pannonhalmához tartozott.

## Kolostorokat építő vallások
- kereszténység (római és görögkatolikus)
- hinduizmus
- buddhizmus
- taoizmus
- sintoizmus

## A keresztény kolostor

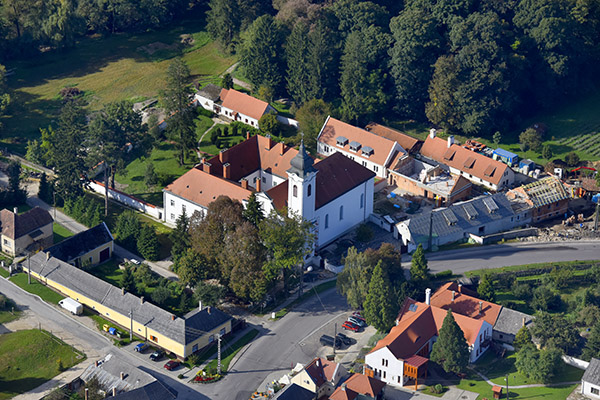
Szent Mauriciusz Monostor (Bakonybél) légi felvételen

A kolostor (monostor) maga a szerzetesház, rendház, vagy egyszerűen: ház (női szerzetesrendeknél: zárda) az épületet jelöli, amely a szerzetesi élet vitelére az egyházjog szerint alkalmas. Rendszerint templom is épül hozzá, a magyarországi hagyományok szerint pálosoknál az épület déli, a többi szerzetesrendnél az épület északi oldalán.

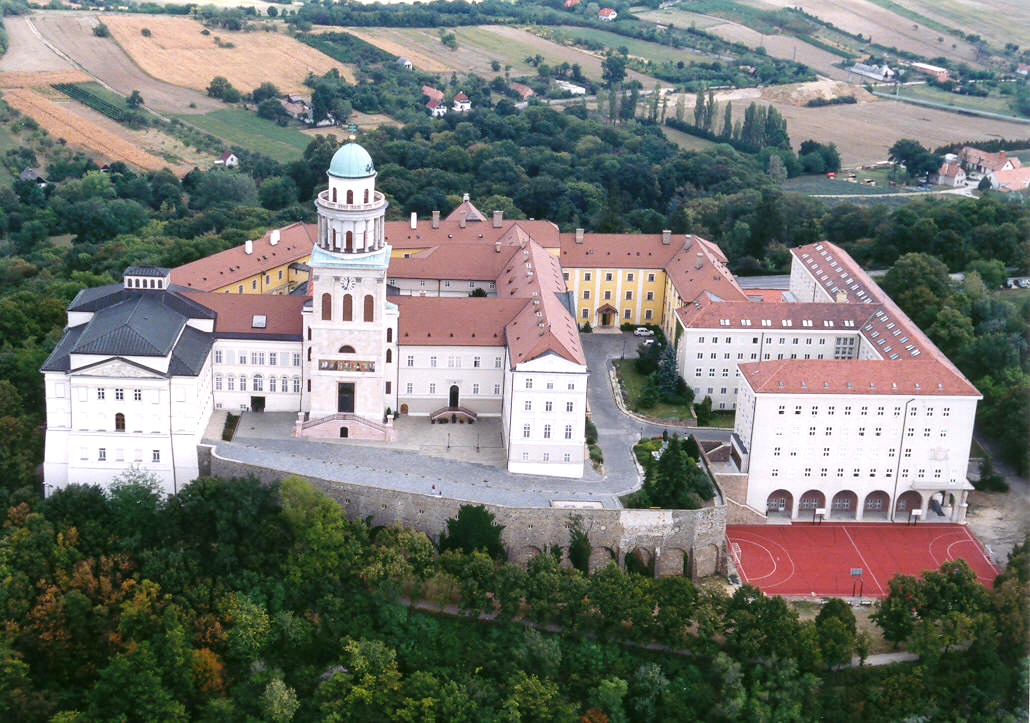
Pannonhalmi Bencés Főapátság

"A szerzetesek vagy az apácák bizonyos szabályok (regula) szerinti együttélésére szolgáló épület(csoport), mely egyben a legkisebb szervezeti egység a szerzetesrenden belül. Jellemző rájuk a külvilágtól való elzárkózás; elnevezéseik is erre utalnak: a kolostor a claustrum szóból ered, ez a latin claudere 'elzárni' igéből, a monostor pedig a monasterium, a magányos épületre utaló görög monakhosz szóból származik. A monasztikus és a remeterendek kolostoraikat rendszerint a lakott helyektől távol, míg a később kialakult koldulórendek a városokban és a mezővárosokban építkeztek. A templom rendszerint déli oldalához épült a kerengő, ebből nyíltak a közös helyiségek, a káptalanterem (capitulum), az ebédlő (refectorium), a hálóterem (dormitorium), a konyha, könyvtár, másolóműhely (scriptorium)."

## Kolostorok Magyarországon
Az első magyarországi kolostorokat a bencések alapították a 10. század végétől:
- Pannonhalmi Bencés Főapátság
- Szent Mauríciusz Monostor, Bakonybél
- Zalavár
- Pécsváradi bencés kolostor, Pécsvárad
- Zobor

## Kapcsolódó cikk
- Tibeti kolostorok listája